# امینتانوت
امینتانوت (به فرانسوی: Imintanoute) یک منطقهٔ مسکونی در مراکش است که در استان شیشاوه واقع شده‌است. امینتانوت ۱۷٬۰۶۷ نفر جمعیت دارد.